# Roland (missile SAM)

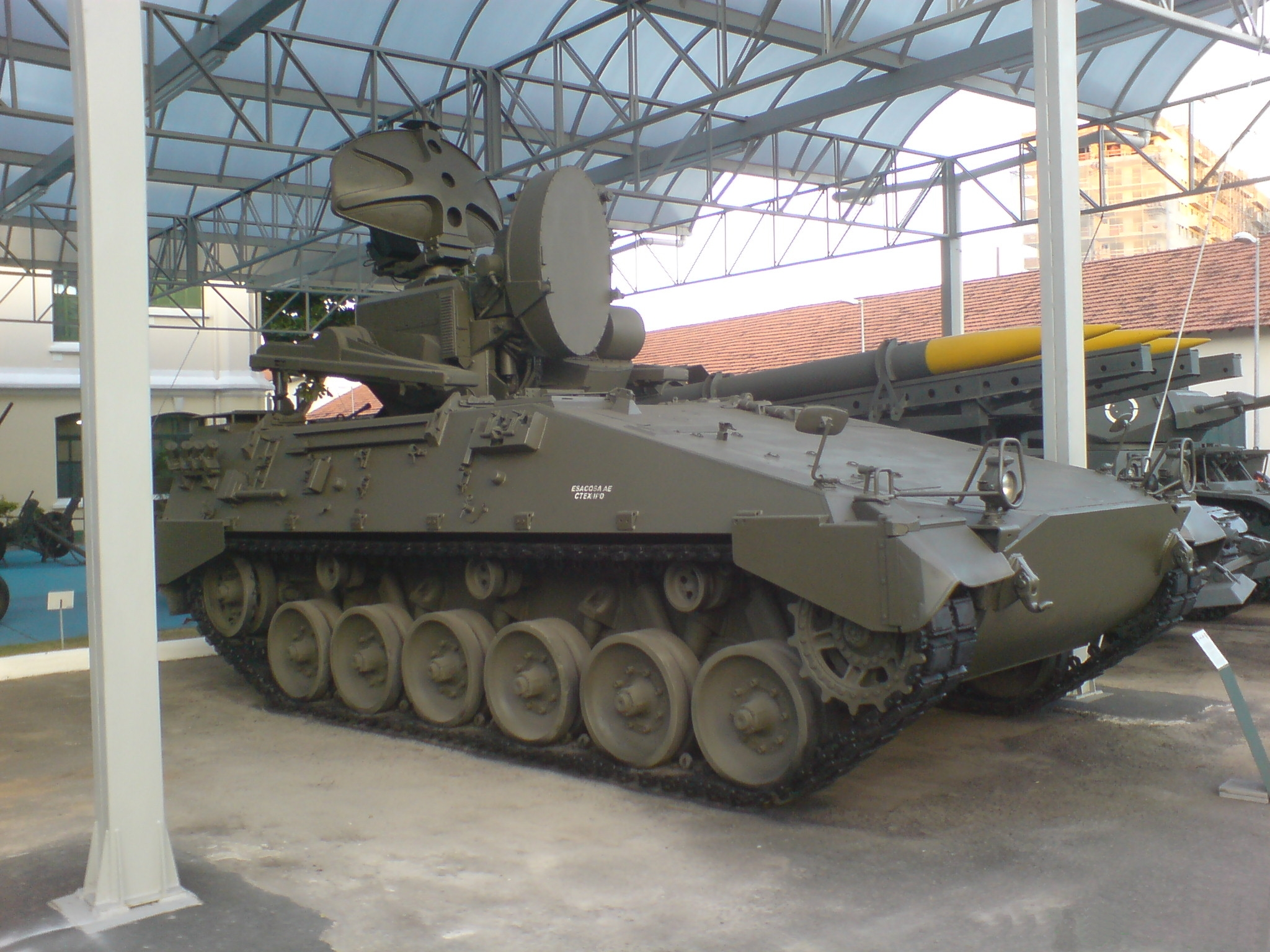
Lanciatori di missili Roland su scafo Marder

Il Roland, conosciuto anche come Roland SAM o MIM-115 Roland, è stato un prodotto di successo del consorzio franco-tedesco Euromissile (adesso MBDA).
Esso verte su di un missile da circa 60 kg, radioguidato e molto preciso, da 6 km di gittata e mach 1,5. Esso è lanciato da una rampa binata molto complicata, che ha un magazzino rotante di 4 armi per lanciatore, per un totale di 8-10 missili. Il semovente antiaereo ha i sensori d'ingaggio, ma solo il Roland 2 è dotato di radar di ingaggio ognitempo. Usato dalle forze armate di Germania e Francia, su scafi di carri (Marder per i tedeschi e AMX-30 per i francesi) o di autocarri pesanti, ne esiste anche una versione trainata, sistemata su rimorchio e usata dagli argentini alle Isole Falklands. 
Il Roland è stato aggiornato con il missile Roland 3, da 1,8 mach 8 km di gittata, poi è stato sviluppato dalla LTV americana il Roland 5, con velocità di mach 5 e gittata di 10–12 km, ma esso è andato probabilmente solo al Crotale, che nel frattempo è stato anch'esso modificato.
È un raro esempio di missile "straniero" acquistato dalle forze armate statunitensi.